# Gerull
Gerull ist ein aus Litauen stammender Familienname, der sich von geras = gut ableitet. Als Übername bezeichnet er einen gütigen oder guten Menschen. Varianten sind Gerullis, Gerullies, Gerulies, Gerulat, Girullis und Girrullis.

## Namensträger
- Bernd Gerulat (* 1959), deutscher Fußballspieler und -trainer
- Georg Gerullis (1888–1945), deutscher Baltist
- Thomas Gerull (* 1962), deutscher Fechter